# Gnagbodougnoa
Gnagbodougnoa è una città e sottoprefettura della Costa d'Avorio appartenente al dipartimento di Gagnoa. Conta una popolazione di 9 981 abitanti (censimento 2014).